# Asanonella
Asanonella es un género de foraminífero bentónico de la subfamilia Epistomariinae, de la familia Epistomariidae, de la superfamilia Asterigerinoidea, del suborden Rotaliina y del orden Rotaliida. Su especie tipo es Asanonella shojii. Su rango cronoestratigráfico abarca desde el Plioceno hasta la Actualidad.

## Clasificación
Asanonella incluye a las siguientes especies:
- Asanonella shojii
- Asanonella tubulifera